# Mydaea glaucina
Mydaea glaucina är en tvåvingeart som beskrevs av Wei 1994. Mydaea glaucina ingår i släktet Mydaea och familjen husflugor.
Artens utbredningsområde är Guizhou (Kina). Inga underarter finns listade i Catalogue of Life.